# Cuero
Cuero – miasto w Stanach Zjednoczonych, w stanie Teksas, siedziba administracyjna hrabstwa DeWitt. Położone w południowo-środkowej części Teksasu, ok. 130 km na północny–zachód od Corpus Christi i ok. 130 km na południowy–wschód od San Antonio. Liczy 8215 mieszkańców (2024). 

## Wydarzenia
- Turkeyfest – coroczny festiwal upamiętniający indycze dziedzictwo miasta. Dzięki przemysłowi hodowli i przetwórstwa indyków, miasto zyskało miano „Turkey Capital of the World” (Indyczej Stolicy Świata)[2].